# Експрес-3
АСУ «Експрес» — автоматизована система управління резервуванням місць і квитково-касовими операціями на залізничному транспорті колишнього СРСР, призначена для бронювання місць у потягах далекого прямування.
В даний час[коли?] являє собою сучасний програмно-апаратний комплекс, побудований на базі високопродуктивних ЕОМ, з широко розвиненою мережею продажу квитків.
Ліцензію на право використання системи «Експрес» придбали практично всі країни СНД і Балтики. Система «Експрес-3» є повноправним членом міжнародного співтовариства систем резервування місць, активно взаємодіє з іншими європейськими електронними системами резервування в рамках обчислювальних мереж ОСЗ/МСЗ.
В Україні з 10 квітня 2006 року на всіх залізницях використовується система резервування АСК ПП УЗ що була впроваджена на заміну Експрес-2 та Експрес-УЗ. АСК ПП УЗ взаємодіє із системами резервування місць в пасажирських потягах європейських країн та системами Експрес-3 країн СНД.

## Історія
Розроблена під ВНДІЗТ під керівництвом Б. Є. Марчука.
Покоління:
- «Експрес-1» — 1972—1985 роки. Платформа: ЕОМ «Маршрут-1» (розроблена в ЄНДІАСУ на основі «Раздан-3»[2], гол. конструктор — А. Кучукян[3]). З 1972 року обслуговувала попередні каси Київського вокзалу, з 1974-го — весь Московський залізничний вузол. Це покоління виконувало функцію продажу квитків тільки від Москви зі строком резервування від 10 днів до відправлення поїзда.
- «Експрес-2» — 1982—2005 роки. Платформа: ЄС ЕОМ (пізніше IBM System/370); операційна система TKS. Набір функцій розширився: «резервування місць, продаж квитків від 45 днів до приходу поїзда на станцію призначення».
- «Експрес-3» — з 2005 року — сьогодення. Платформа: AlphaServer 1200. Обчислювальна мережа з обслуговування пасажирів для автоматизації продажу квитків і резервування місць в поїздах і оперативного управління пасажирськими перевезеннями з терміном резервування від 45 днів до відправлення поїзда. Система діє на території РФ, СНД, Латвії, Литви та Естонії.

## Функції системи
- Продаж проїзних документів у внутрішньодержавному та міжнародному сполученнях.
- Інформаційно-довідкове обслуговування пасажирів.
- Оформлення перевезень багажу, вантажобагажу і пошти.
- Управління парком пасажирських вагонів, включаючи їх експлуатацію і ремонт, на базі підсистеми АСУ ПВ.
- Фінансово-статистичний облік і взаєморозрахунки за пасажирські перевезення в усіх видах сполучень.
- Аналіз результатів перевезень, прогноз попиту, зниження збитковості та витрат.
- Реалізація квитків у внутрішньому і міжнародному високошвидкісному сполученні (поїзди «Сапсан», «Алегро»).
- Підтримка інформаційних систем контролю посадки пасажирів у поїздах далекого прямування.
- Інформаційне обслуговування діяльності різних перевізників пасажирів у далекому та приміському сполученні.
- Підтримка різних каналів збуту квитків (каси перевізників, каси агентів продажу, транзакційні термінали самообслуговування, інтернет-ресурси, платіжні термінали, мобільні пристрої продажу).
- Підтримка Програм лояльності та управління доходами.